# (12485) Jenniferharris
(12485) Jenniferharris est un astéroïde de la ceinture principale.

## Description
(12485) Jenniferharris est un astéroïde de la ceinture principale. Il fut découvert le 7 avril 1997 à Haleakala par le programme NEAT. Il présente une orbite caractérisée par un demi-grand axe de 2,43 UA, une excentricité de 0,19 et une inclinaison de 2,0° par rapport à l'écliptique.

## Compléments